# They Won't Go When I Go
They Won't Go When I Go est une chanson de l'auteur-compositeur-interprète américain Stevie Wonder coécrite avec Yvonne Wright, issue de son album Fulfillingness' First Finale en 1974.
Ballade lente, intime et sombre, le titre n'est pas sorti en single mais est l'une des trois chansons qu'il interprète le 7 juillet 2009 lors des funérailles de Michael Jackson.

## Composition
Unique chanson de Fulfillingness' First Finale qu'il n'a pas écrite seul, elle est le fruit d'une collaboration avec Yvonne Wright, avec qui il avait déjà travaillé sur des albums précédents.
Comme pour tous les autres titres de l'album, Malcolm Cecil (en) et Robert Margouleff (en) programment le synthétiseur Moog. Dans les crédits de l'album, une mention spéciale leur est destinée : "Bob et Malcolm - votre programmation du Moog sur They Won't Go When I Go est fantastique".
Le 7 juillet 2009 durant la cérémonie des funérailles de Michael Jackson, après un extrait de I Can't Help It qu'il a coécrit pour lui, Stevie Wonder interprète deux chansons de son propre répertoire : Never Dreamed You'd Leave in Summer et They Won't Go When I Go.

### Structure musicale
L'auteur Steve Lodder réalise une analyse musicale dans son ouvrage Stevie Wonder : a musical guide to the classic albums. Il relève notamment la présence de trois battements par mesure (au lieu de quatre) et un tempo est très lent (58 bpm).

### Paroles
Les paroles traitent de l'existence du paradis pour ceux qui le méritent (même s'il n'est jamais mentionné explicitement). Le Mal ('the evil') fait partie de notre existence, et c'est à chacun de contrôler ses actes.
L'album ayant été enregistré quelques mois après l'accident de voiture qui a failli lui coûter la vie, la chanson They Won't Go When I Go est parfois considérée comme une réflexion de Wonder sur sa propre mort.

### Crédits
- Stevie Wonder : piano, synthétiseur, chœurs[6]
- Malcolm Cecil (en) & Robert Margouleff (en): producteurs associés[6]
- Peter Chaikin : ingénieur assistant[7]

## Critiques
Pour James E. Perone, la chanson est une composition 'rétro', en raison de la lente introduction au piano faisant référence au style de Chopin et de Beethoven. Elle évoque une sorte de marche funèbre, accentuée par l'effet des chœurs (résultant d'une superposition de plusieurs pistes vocales de Wonder lui-même) et la poésie torturée de Wright. La chanson démontre les connaissances de Stevie Wonder au sujet de la musique traditionnelle européenne.
Will Sacks, journaliste pour le site Reverb, l'interprète comme l'oraison funèbre des années TONTO (en) : la relation entre Wonder, Cecil et Margouleff se détériore, de la même manière que s'effacent les sons de synthé à la fin de la chanson.
Pour Steve Lodder: "[l'interprétation de Wonder] plonge l'auditeur dans un espace de calme, de sécurité et d'intimité en raison du seul instrument représenté, le piano. On n'est pas seulement dans la même pièce que Stevie Wonder, on est assis à côté de lui".

## Reprises
Informations issues de SecondHandSongs, sauf mentions contraires.
La chanson compte une quinzaine d'interprétations, dont :
- Rune Gustafsson, sur Rune Gustafsson Plays Stevie Wonder (1975),
- George Michael sur Listen Without Prejudice Vol. 1 (1990),
- Demi Evans, sur Why Do You Run (2006),
- Josh Groban sur l'édition japonaise de son album Illuminations (en) (2010),
- Kanye West entame un concert caritatif au Museum of Modern Art de New York avec cette chanson le 10 mai 2011[11],
- Danielia Cotton (en) sur The Real Book (2014),
- Camille (en) sur I Sing Stevie: The Stevie Wonder Songbook (2014), album qui reçoit une nomination au Independent Music Award dans la catégorie 'Meilleur album-hommage'[12],
- Chance the Rapper, en concert, en juin 2017[13].

### Adaptation en langue étrangère
| Année | Langue  | Titre                 | Adaptation       | Interprète(s) |
| ----- | ------- | --------------------- | ---------------- | ------------- |
| 1974  | Italien | Io non ho il coraggio | Luigi Albertelli | Iva Zanicchi  |